# Petrus Wettersten
Petrus Wettersten, född 28 maj 1686 i Maria Magdalena församling, Stockholm, död 28 maj 1742 i Häradshammars församling, Östergötlands län, var en svensk präst.

## Biografi
Petrus Wettersten föddes 1686 i Maria Magdalena församling, Stockholm. Han var son till provinsialtullinspektorn Petter Hindriksson Wettersten i Östergötland och Catharina Sundelius. Wettersten studerade i Norrköping och Linköping. Han blev 22 november 1706 student vid Uppsala universitet och avlade magisterexamen 12 juni 1716. Wettersten prästvigdes 18 november 1719 och blev samma år kyrkoherde i Häradshammars församling. År 1732 blev han kontraktsprost i Vikbolands kontrakt. Han avled 1742 och begravdes 20 juli samma år i Häradshammars kyrka med likpredikan av domprosten Andreas Olavi Rhyzelius.
Wettersten predikade vid prästmötet 1722, opponens vid prästmötet 1725 och preses vid prästmötet 1736. Ett porträtt av Wettersten finns i sakristian i Häradshammars kyrka.

### Familj
Wettersten gifte sig 26 maj 1720 med Elisabeth Tzander (1680–1754). Hon var dotter till kyrkoherden Johannes Tzander och Catharina Ventilia i Höreda församling. Tzander var änka efter kyrkoherden Haquinus Kylander i Häradshammars församling. Wettersten och Tzander fick tillsammans barnen Petrus Wettersten (1721–1722), Hedvig Wettersten (1721–1722), Anna Sophia Wettersten (1721–1722) och Haquinus Wettersten (1723–1724).